# Phyllopodopsyllus paramossmani
Phyllopodopsyllus paramossmani är en kräftdjursart som beskrevs av Lang 1935. Phyllopodopsyllus paramossmani ingår i släktet Phyllopodopsyllus och familjen Tetragonicipitidae. Inga underarter finns listade i Catalogue of Life.